# Rečica ob Paki
Rečica ob Paki este o localitate din comuna Šmartno ob Paki, Slovenia, cu o populație de 393 de locuitori.